# Philippe Sollers

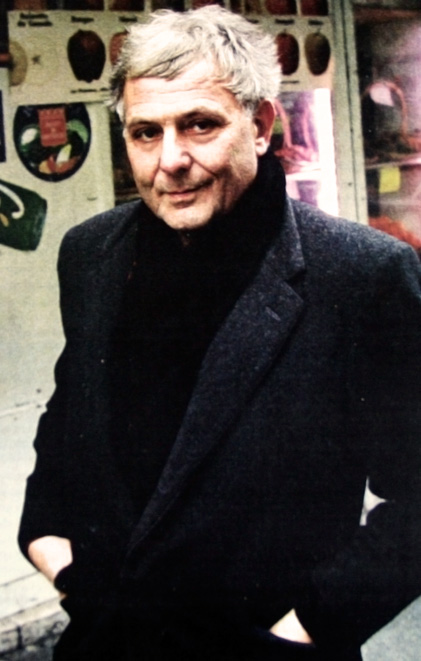
Philippe Sollers in Parijs

Philippe Sollers (Talence, 28 november 1936 – Parijs, 6 mei 2023) was een Frans schrijver, essayist en uitgever.

## Leven en werk
Sollers was in 1960 medeoprichter van het avantgardistische literatuurtijdschrift Tel Quel, dat onder zijn invloed, in de loop van de jaren zestig, min of meer marxistisch werd. Na de opheffing van Tel Quel in 1982 leidde hij L’Infini.
In de literatuur begon Sollers vrij traditioneel met een psychologische roman in een burgerlijke omgeving: Une curieuse solitude (1958). Gaandeweg werd zijn werk meer abstract; in Le Parc (1961, Prix Médicis) is bijvoorbeeld al geen sprake meer van personages, maar enkel van ‘figuren’ en ‘situaties’. In zijn moeilijk toegankelijke werken Drame (1965), Nombres (1968), Lois (1972) en H (1973) probeerde hij via een nieuwe taal en met provocerende uitspraken een nieuwe visie op het politieke en culturele leven mogelijk te maken.
Sollers publiceerde in die periode ook veel essays. Hij was bevriend met Jacques Lacan, Louis Althusser, Roland Barthes en Bernard-Henri Lévy, en stond samen met hen in het centrum van het onrustige Parijse intellectuele leven van eind jaren zestig en begin jaren zeventig, een periode die hij beschrijft in zijn bekendste, weer meer conventioneel geschreven roman Femmes (1983). Philip Roth vergeleek dit boek, vol “goedgemutste kwaadaardigheid”, met het werk van Louis Ferdinand Céline.
Na het succes van Femmes werd Sollers een veelgevraagde persoonlijkheid in de Franse media, waarin hij zich uitliet over de meest uiteenlopende actuele onderwerpen. Sollers was een fel tegenstander van gentechnologie.
Sollers was sinds 1974 getrouwd met schrijfster-filosofe-linguiste-psychoanalytica Julia Kristeva.

### Romans
- 1958 Une Curieuse Solitude; Nederlandse vertaling door Remco Campert: De eenzaamheid van het geluk, 1961
- 1961 Le Parc; Nederlandse vertaling door Kiki Coumans: Het park, 2000
- 1965 Drame
- 1966 Nombres
- 1972 Lois
- 1973 H
- 1981 Paradis
- 1983 Femmes
- 1984 Portrait du Joueur
- 1986 Paradis 2
- 1987 Le Cœur Absolu
- 1988 Les Folies Françaises
- 1989 Le Lys d'Or
- 1991 La Fête à Venise
- 1992 Le Secret; Nederlandse vertaling door Jeanne Holierhoek: Het geheim, 1995
- 1995 Le cavalier du Louvre
- 1997 Studio
- 1999 Un amour américain
- 2000 Passion Fixe
- 2002 L'Étoile des Amants
- 2006 Une Vie Divine
- 2007 Un vrai roman, Mémoires
- 2009 Les Voyageurs du temps

### Essays
- 1963 L'Intermédiaire
- 1968 L'Écriture et l'Expérience des Limites
- 1968 Logiques
- 1974 Sur le Matérialisme
- 1985 Théorie des Exceptions
- 1988 De Kooning, vite
- 1991 Improvisations
- 1994 La Guerre du Goût
- 1996 Picasso, le héros
- 1996 Les passions de Francis Bacon
- 1996 Sade contre l'Être suprême
- 1998 Francesca Woodman
- 1998 Casanova l'admirable
- 2001 Mystérieux Mozart
- 2001 Éloge de l'Infini
- 2001 Francis Ponge
- 2004 Dictionnaire amoureux de Venise
- 2006 Fleurs
- 2007 Guerres secrètes

## Trivia

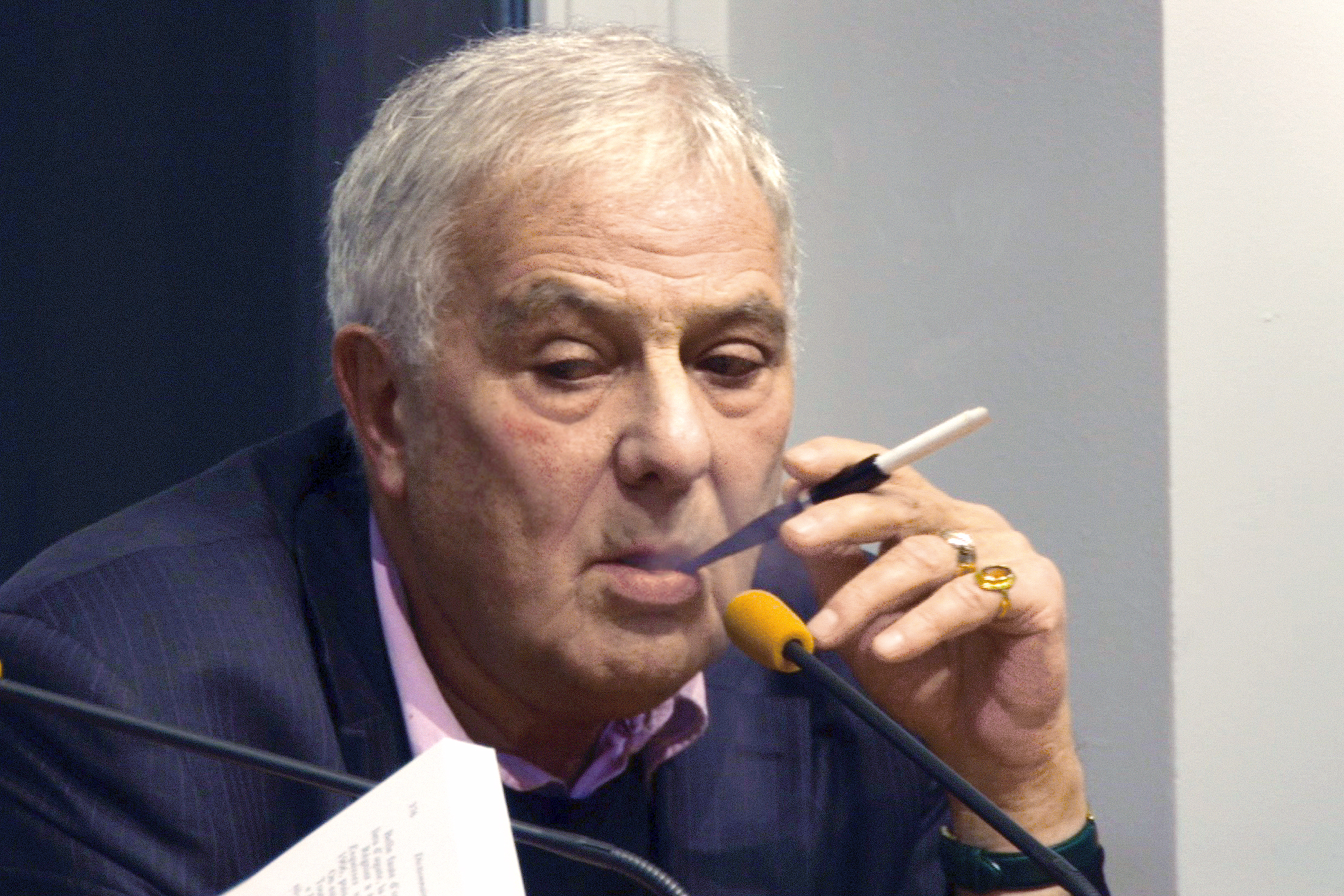
Sollers met sigarettenpijpje in 2014

- Philippe Sollers wordt diverse malen genoemd in de roman Elementaire deeltjes (1998) van Michel Houellebecq. Een van de hoofdpersonen, de literatuurdocent Bruno Clement, stuurt hem vanuit Dijon enkele licht pornografische en enigszins racistische teksten ter beoordeling en eventueel publicatie. Ze ontmoeten elkaar tweemaal. "Ze hadden afgesproken in een café in de rue de l'Université. De uitgever kwam tien minuten te laat, zwaaiend met het sigarettenpijpje waar hij later beroemd om zou worden. ‘Zit u in de provincie? Dat is fout. U moet meteen naar Parijs komen. U hebt talent.’ [...] ‘U bent reactionair, dat is heel goed. Alle grote schrijvers zijn reactionair. Balzac, Flaubert, Baudelaire, Dostojevski: allemaal reactionairen. Maar je moet ook neuken, hè? Orgieën en zo. Dat is belangrijk.’"[1]
- In 2008 schreef Houellebecq in een brief aan Bernard-Henri Lévy, die al tientallen jaren bevriend was met Sollers, dat hij in Elementaire deeltjes "absoluut geen portret had willen schetsen van de echte Philippe Sollers, want de echte Philippe Sollers kende ik niet, maar van de publieke Philippe Sollers [...] dat sprak hem aan. Daar had je nu echt een man die zich het onderscheid tussen het diepe ik en het maatschappelijke ik volledig eigen had gemaakt. [...] Philippe Sollers is erin geslaagd al iets meer dan veertig jaar vrijwel constant aanwezig te zijn in de media zonder dat men iets, of maar heel weinig, over zijn privéleven aan de weet kwam. Dat is een bewonderenswaardig succes."[2]